# Bert Heinrichs
Bert Heinrichs (* 1974 in Euskirchen) ist ein deutscher Philosoph.

## Leben
Nach dem Studium (1995–2001) der Philosophie, Mathematik und Erziehungswissenschaften in Bonn war er von 2005 bis 2007 wissenschaftlicher Mitarbeiter am deutschen Referenzzentrum für Ethik in den Biowissenschaften (DRZE). Nach der Promotion 2007 (Dr. phil.) war er von 2007 bis 2015 Leiter der Wissenschaftlichen Abteilung des DRZE. Nach der Habilitation 2013 (Venia legendi für das Fach Philosophie) ist er seit 2015 Professor (W2) für Ethik und Angewandte Ethik an der Universität Bonn.

## Schriften (Auswahl)
- Prädiktive Gentests. Regelungsbedarf und Regelungsmodelle: eine ethische Analyse. IWE, Bonn 2005, ISBN 3-936020-02-7.
- Forschung am Menschen. Elemente einer ethischen Theorie biomedizinischer Humanexperimente. de Gruyter, Berlin 2006, ISBN 3-11-019310-8.
- Moralische Intuition und ethische Rechtfertigung. Eine Untersuchung zum ethischen Intuitionismus. Mentis, Münster 2013, ISBN 978-3-89785-325-6.
- G. E. Moore zur Einführung. Junius, Hamburg 2019 ISBN 3-96060-306-1.